# Куксарай (площадь)
39°39′17″ с. ш. 66°58′05″ в. д.

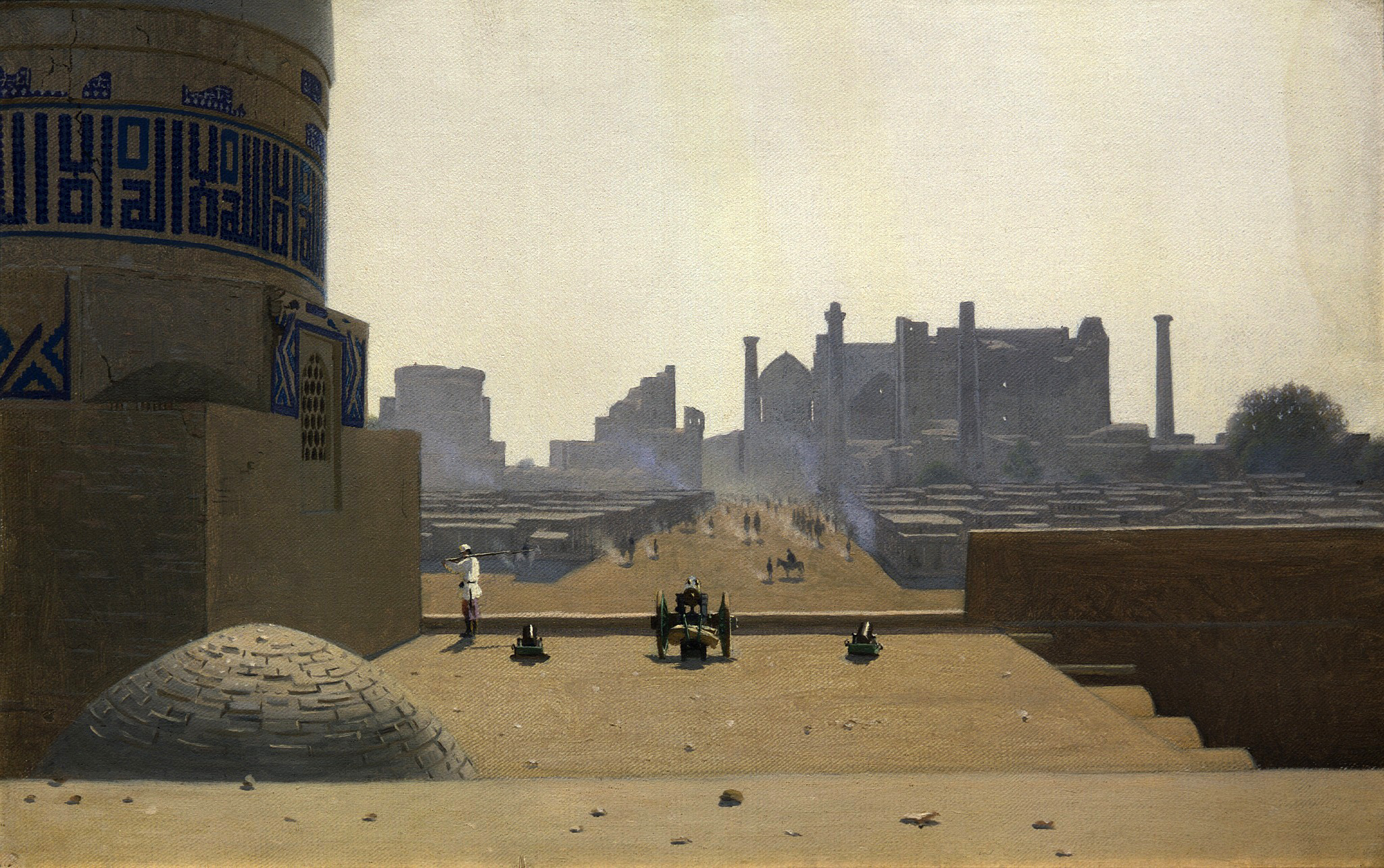
Вид с крепости Куксарай на ансамбль Регистан. Картина Василия Верещагина, 1870 год.

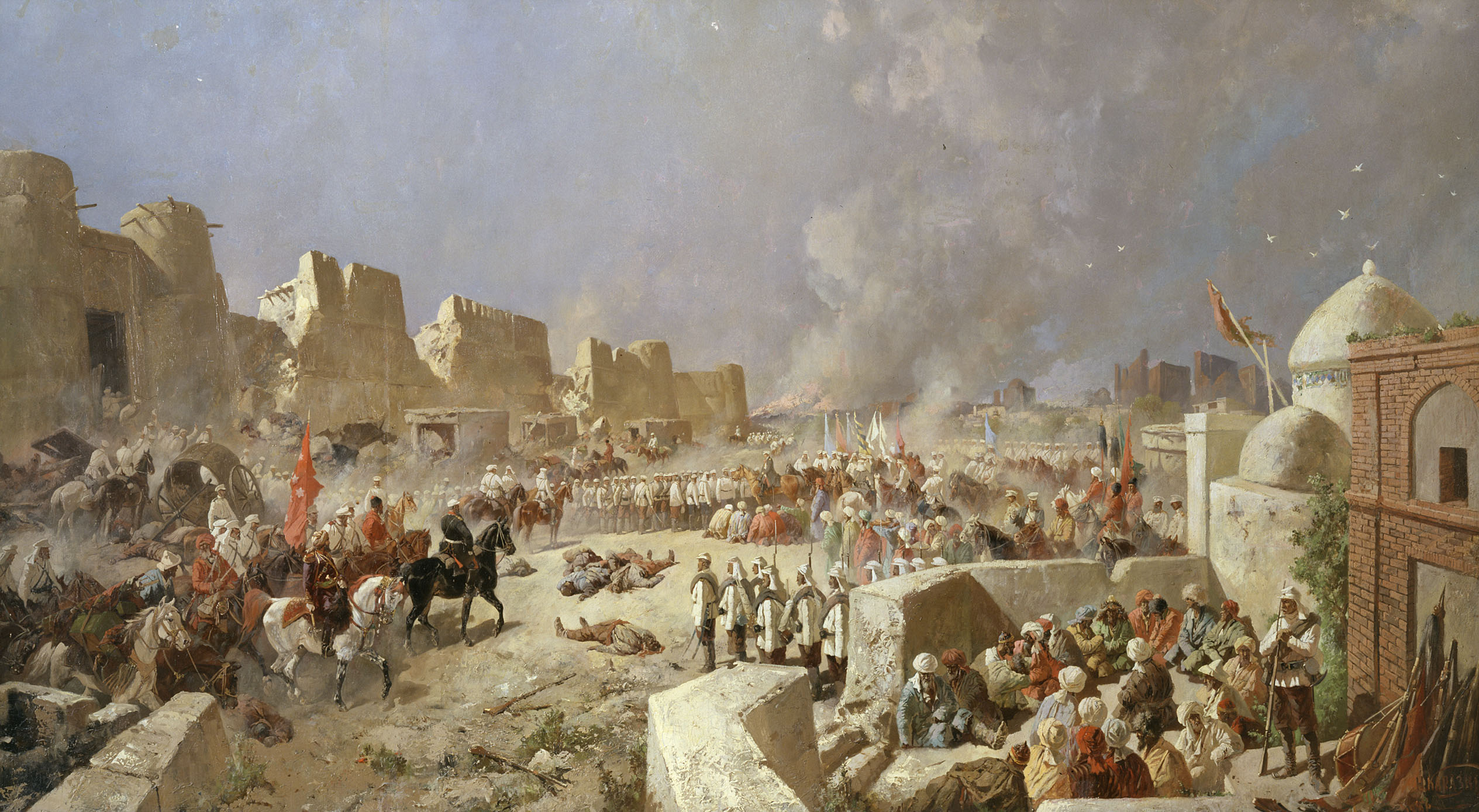
«Вступление российских войск в Самарканд». Картина Николая Каразина, 1868 год. На картине вероятно крепость на возвышенности Куксарай. На дальнем правом плане виднеется вероятно ансамбль Регистан.

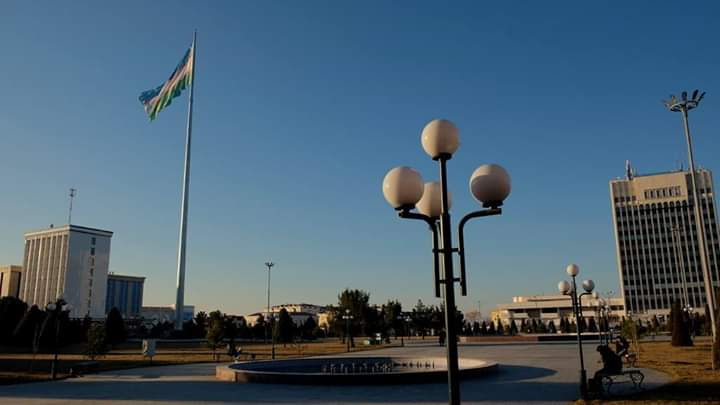
60-метровый флагшток с флагом Узбекистана в центре парка на площади Куксарай

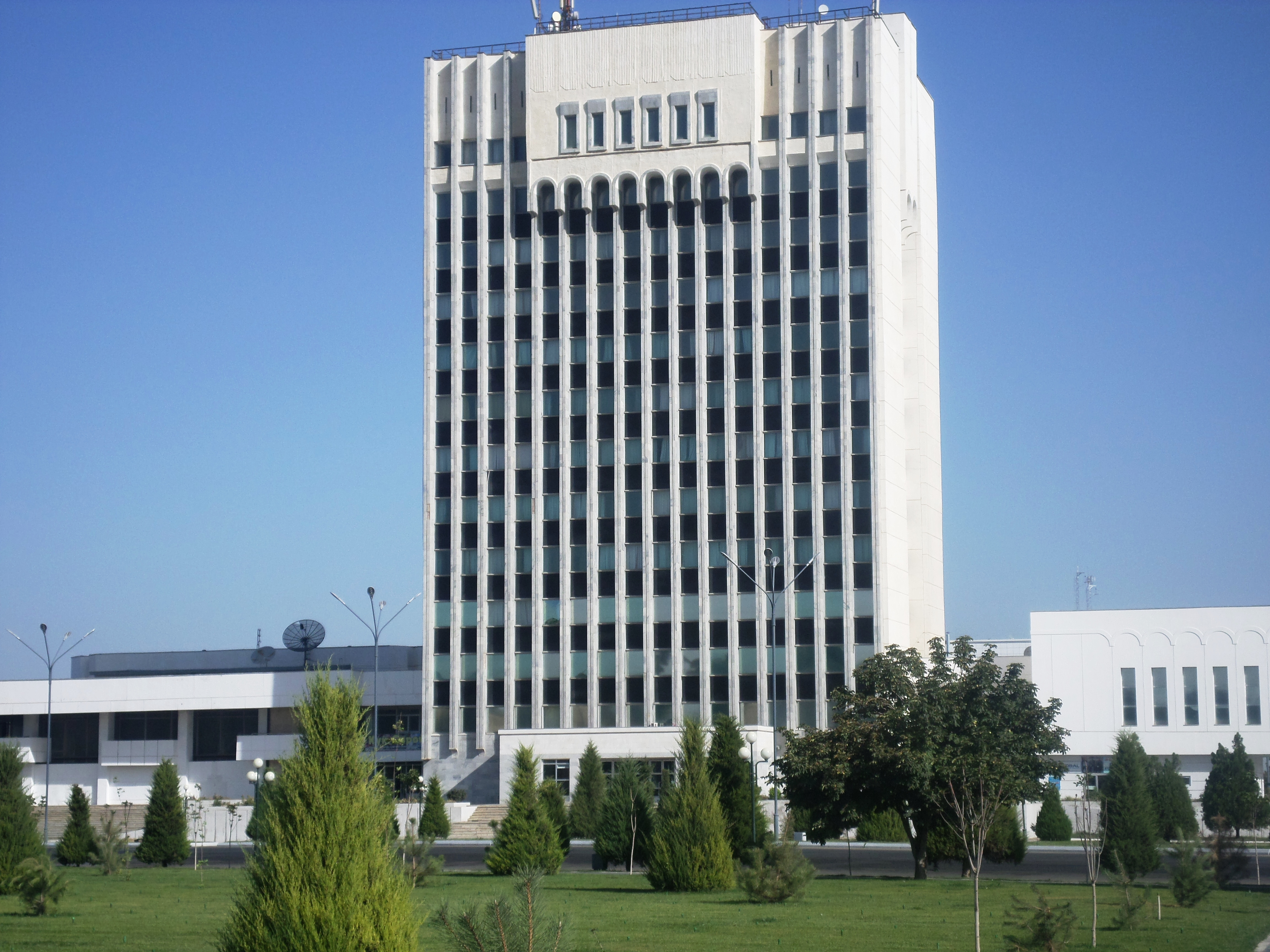
Гостиница «Централ» на площади Куксарай

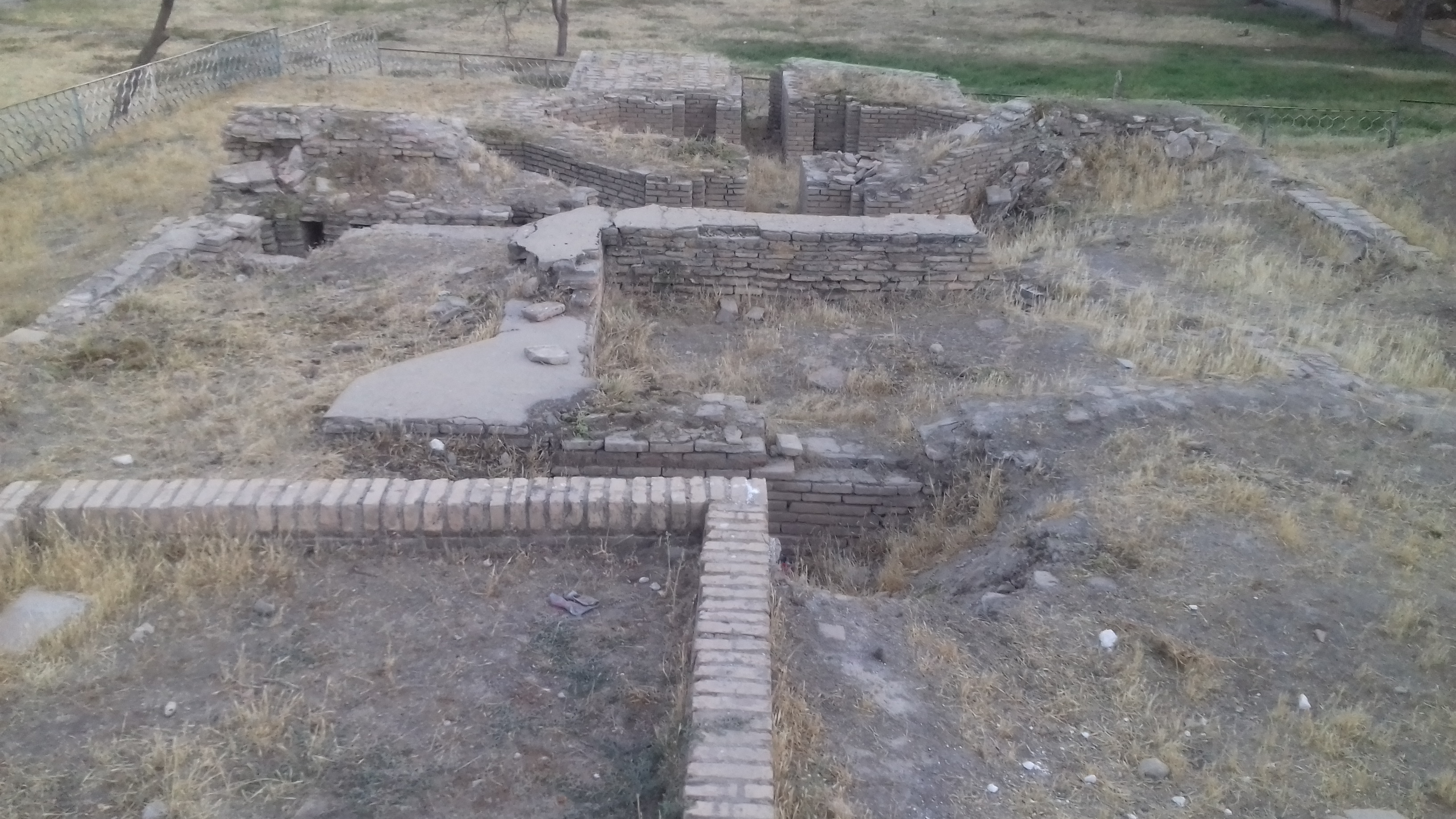
Часть остатков дворца Куксарай на крайнем востоке площади

Пло́щадь Куксара́й (узб. Koʻksaroy maydoni / Кўксарой майдони) — одна из крупнейших площадей Самарканда и Узбекистана. Находится в историческом центре города, на возвышенности, где с древних времён и до начала XX века находилась так называемая Самаркандская цитадель или крепость.
Площадь занимает примерно 2,0 км², или почти 30 га территории. Территория площади частично застроена зданиями государственных учреждений и организаций, а также другими зданиями. В частности, на площади находятся здание администрации Самаркандской области, а также две высотки — гостиница «Централ» и высотка администрации Самаркандской области — одни из самых высоких зданий Самарканда. На территории площади есть большой сквер, где в декабре 2018 года был установлен флагшток с флагом Узбекистана высотой 60 метров (размеры флага 20 на 10 метров). Это второй по высоте флагшток в Узбекистане после 65-метрового флагштока в Ташкенте.
С восточной стороны площади проходит улица Дагбитская, с западной стороны улица Бустансарай, с юга улица Регистан, с севера к площади примыкают махалли.
Территория которую занимает площадь Куксарай, находится на небольшой возвышенности, в среднем на высоте 725 метров над уровнем моря, тогда как сам город в среднем находится на высоте 715 метров над уровнем моря. Эта возвышенность особенно заметна с восточной и южной стороны, где находятся большинство ныне сохранившихся архитектурных памятников Самарканда. Именно по территории этой возвышенности протекала часть древнего канала Новадон. Начиная со средних веков, это место считалось отличным местом для наблюдения города, одним из мест дислокации войск. Известно о активном использовании возвышенности Куксарай Амиром Темуром (Тамерланом). Он размещал на этой возвышенности, часть своих войск, и даже построил ряд построек, среди которых особенно выделялись дворцы Куксарай и Бустансарай, построенные в конце 1300-х годов (XIV век). Эти роскошные и гигантские дворцы были разрушены до основания военными Российской империи в 1880-е годы (XIX век). Именно во дворце Куксарай короновались некоторые правители из Тимуридов, а также правители Бухарского ханства (позже Бухарского эмирата), несмотря на то, что столицей этого государства являлась Бухара. На территории площади Куксарай также находился ныне перенесённый в другое место мавзолей Нуриддина Басира, а также ряд ныне не сохранившихся исторических построек, древние кладбища.
После захвата Самарканда Российской империей в 1868 году, российские военные также оценили отличное местоположение этой возвышенности, и построили крепость для войск. Именно во время постройки российской крепости, были разрушены многочисленные архитектурные памятники на возвышенности, включая дворцы Куксарай и Бустансарай, мавзолей Нуриддина Басира, древнее кладбище. Разрушение этих памятников вызвало резкое возмущение самаркандцев, но они не могли сопротивляться, так как крепость хорошо охранялась вооружёнными солдатами Российской империи. Ныне российская крепость не сохранилась. В советские годы возвышенность была превращена в площадь, где построены крупные здания для государственных и общественных учреждений и организаций.
Как и весь город Самарканд, вместе с остальными археологическими, культурно-религиозными и архитектурными памятниками, площадь Куксарай входит в список Всемирного наследия ЮНЕСКО под названием «Самарканд — перекрёсток культур».